# Alabaster, Alabama

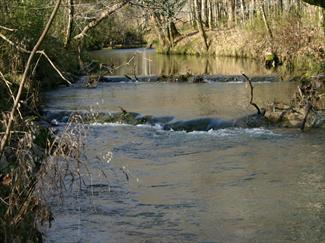
Buck Creek i Alabaster, Alabama

Alabaster är en stad (city) i den amerikanska delstaten Alabama med en yta av 53,2 km² och en befolkning, som uppgår till 30 352 (2010). 
Staden är belägen i mitten av delstaten 160 km norr om huvudstaden Montgomery, cirka 50 km söder om delstatens största stad  Birmingham och cirka 160 km öster om gränsen mot delstaten Mississippi.